# ATP Tour 2020
ATP Tour 2020 – sezon profesjonalnych męskich turniejów tenisowych organizowanych przez Association of Tennis Professionals w 2020 roku. ATP Tour 2020 obejmował turnieje wielkoszlemowe (organizowane przez Międzynarodową Federację Tenisową), turnieje rangi ATP Tour Masters 1000, ATP Tour 500, ATP Tour 250, drużynowe zawody ATP Cup i Pucharu Davisa (ostatnie – organizowane przez ITF) oraz kończące sezon zawody ATP Finals.
Niektóre turnieje, wliczając w to zawody podczas igrzysk olimpijskich, Puchar Lavera i finał Pucharu Davisa, zostały odwołane lub przeniesione z powodu pandemii COVID-19.

## Kalendarz turniejów
| Igrzyska olimpijskie  |
| Wielki Szlem          |
| ATP Finals            |
| ATP Tour Masters 1000 |
| ATP Tour 500          |
| ATP Tour 250          |
| zawody drużynowe      |

### Styczeń
| Tydzień | Data        | Turniej                                                         | Zwycięzcy                        | Wynik                   | Finaliści                          | Półfinaliści                     | Ćwierćfinaliści                                                       |
| ------- | ----------- | --------------------------------------------------------------- | -------------------------------- | ----------------------- | ---------------------------------- | -------------------------------- | --------------------------------------------------------------------- |
| 1.      | 3 stycznia  | ATP Cup Brisbane, Perth, Sydney 15 000 000 $ – Twarda           | Serbia                           | 2–1                     | Hiszpania                          | Rosja · Australia                | Kanada · Argentyna · Wielka Brytania · Belgia                         |
| 1.      | 6 stycznia  | Qatar ExxonMobil Open Doha ATP Tour 250 1 465 260 $ – Twarda    | Andriej Rublow                   | 6:2, 7:6(3)             | Corentin Moutet                    | Stan Wawrinka Miomir Kecmanović  | Aljaž Bedene Fernando Verdasco Márton Fucsovics Pierre-Hugues Herbert |
| 1.      | 6 stycznia  | Qatar ExxonMobil Open Doha ATP Tour 250 1 465 260 $ – Twarda    | Rohan Bopanna Wesley Koolhof     | 3:6, 6:2, 10–6          | Luke Bambridge Santiago González   | Stan Wawrinka Miomir Kecmanović  | Aljaž Bedene Fernando Verdasco Márton Fucsovics Pierre-Hugues Herbert |
| 2.      | 12 stycznia | Adelaide International Adelaide ATP Tour 250 610 010 $ – Twarda | Andriej Rublow                   | 6:3, 6:0                | Lloyd Harris                       | Tommy Paul Félix Auger-Aliassime | Albert Ramos-Viñolas Pablo Carreño-Busta Daniel Evans Alex Bolt       |
| 2.      | 12 stycznia | Adelaide International Adelaide ATP Tour 250 610 010 $ – Twarda | Máximo González Fabrice Martin   | 7:6(12), 6:3            | Ivan Dodig Filip Polášek           | Tommy Paul Félix Auger-Aliassime | Albert Ramos-Viñolas Pablo Carreño-Busta Daniel Evans Alex Bolt       |
| 2.      | 13 stycznia | ASB Classic Auckland ATP Tour 250 610 010 $ – Twarda            | Ugo Humbert                      | 7:6(2), 3:6, 7:6(5)     | Benoît Paire                       | Hubert Hurkacz John Isner        | Feliciano López John Millman Kyle Edmund Denis Shapovalov             |
| 2.      | 13 stycznia | ASB Classic Auckland ATP Tour 250 610 010 $ – Twarda            | Luke Bambridge Ben McLachlan     | 7:6(3), 6:3             | Marcus Daniell Philipp Oswald      | Hubert Hurkacz John Isner        | Feliciano López John Millman Kyle Edmund Denis Shapovalov             |
| 3.–4.   | 20 stycznia | Australian Open Melbourne Wielki Szlem 32 505 000 A$ – Twarda   | Novak Đoković                    | 6:4, 4:6, 2:6, 6:3, 6:4 | Dominic Thiem                      | Alexander Zverev Roger Federer   | Rafael Nadal Stan Wawrinka Tennys Sandgren Milos Raonic               |
| 3.–4.   | 20 stycznia | Australian Open Melbourne Wielki Szlem 32 505 000 A$ – Twarda   | Rajeev Ram Joe Salisbury         | 6:4, 6:2                | Max Purcell Luke Saville           | Alexander Zverev Roger Federer   | Rafael Nadal Stan Wawrinka Tennys Sandgren Milos Raonic               |
| 3.–4.   | 20 stycznia | Australian Open Melbourne Wielki Szlem 32 505 000 A$ – Twarda   | Barbora Krejčíková Nikola Mektić | 5:7, 6:4, 10–1          | Bethanie Mattek-Sands Jamie Murray | Alexander Zverev Roger Federer   | Rafael Nadal Stan Wawrinka Tennys Sandgren Milos Raonic               |

### Luty
| Tydzień | Data      | Turniej                                                               | Zwycięzcy                                           | Wynik                | Finaliści                            | Półfinaliści                           | Ćwierćfinaliści                                                        |
| ------- | --------- | --------------------------------------------------------------------- | --------------------------------------------------- | -------------------- | ------------------------------------ | -------------------------------------- | ---------------------------------------------------------------------- |
| 5.      | 3 lutego  | Open Sud de France Montpellier ATP Tour 250 606 350 € – Twarda (hala) | Gaël Monfils                                        | 7:5, 6:3             | Vasek Pospisil                       | Filip Krajinović David Goffin          | Norbert Gombos Grégoire Barrère Richard Gasquet Pierre-Hugues Herbert  |
| 5.      | 3 lutego  | Open Sud de France Montpellier ATP Tour 250 606 350 € – Twarda (hala) | Nikola Ćaćić Mate Pavić                             | 6:4, 6:7(4), 10–4    | Dominic Inglot Aisam-ul-Haq Qureshi  | Filip Krajinović David Goffin          | Norbert Gombos Grégoire Barrère Richard Gasquet Pierre-Hugues Herbert  |
| 5.      | 3 lutego  | Córdoba Open Córdoba ATP Tour 250 610 010 $ – Ceglana                 | Cristian Garín                                      | 2:6, 6:4, 6:0        | Diego Schwartzman                    | Laslo Đere Andrej Martin               | Albert Ramos-Viñolas Juan Ignacio Londero Pablo Cuevas Corentin Moutet |
| 5.      | 3 lutego  | Córdoba Open Córdoba ATP Tour 250 610 010 $ – Ceglana                 | Marcelo Demoliner Matwé Middelkoop                  | 6:3, 7:6(4)          | Leonardo Mayer Andrés Molteni        | Laslo Đere Andrej Martin               | Albert Ramos-Viñolas Juan Ignacio Londero Pablo Cuevas Corentin Moutet |
| 5.      | 3 lutego  | Maharashtra Open Pune ATP Tour 250 610 010 $ – Twarda                 | Jiří Veselý                                         | 7:6(2), 5:7, 6:3     | Jahor Hierasimau                     | James Duckworth Ričardas Berankis      | Roberto Marcora Kwon Soon-woo Ilja Iwaszka Yūichi Sugita               |
| 5.      | 3 lutego  | Maharashtra Open Pune ATP Tour 250 610 010 $ – Twarda                 | André Göransson Christopher Rungkat                 | 6:2, 2:6, 10–8       | Jonatan Erlich Andrej Wasileuski     | James Duckworth Ričardas Berankis      | Roberto Marcora Kwon Soon-woo Ilja Iwaszka Yūichi Sugita               |
| 6.      | 10 lutego | Rotterdam Open Rotterdam ATP Tour 500 2 155 295 € – Twarda (hala)     | Gaël Monfils                                        | 6:2, 6:4             | Félix Auger-Aliassime                | Filip Krajinović Pablo Carreño-Busta   | Andriej Rublow Daniel Evans Jannik Sinner Aljaž Bedene                 |
| 6.      | 10 lutego | Rotterdam Open Rotterdam ATP Tour 500 2 155 295 € – Twarda (hala)     | Pierre-Hugues Herbert Nicolas Mahut                 | 7:6(5), 4:6, 10–7    | Henri Kontinen Jan-Lennard Struff    | Filip Krajinović Pablo Carreño-Busta   | Andriej Rublow Daniel Evans Jannik Sinner Aljaž Bedene                 |
| 6.      | 10 lutego | New York Open Nowy Jork ATP Tour 250 804 180 $ – Twarda (hala)        | Kyle Edmund                                         | 7:5, 6:1             | Andreas Seppi                        | Jason Jung Miomir Kecmanović           | Jordan Thompson Reilly Opelka Ugo Humbert Kwon Soon-woo                |
| 6.      | 10 lutego | New York Open Nowy Jork ATP Tour 250 804 180 $ – Twarda (hala)        | Aisam-ul-Haq Qureshi Dominic Inglot                 | 7:6(5), 7:6(6)       | Steve Johnson Reilly Opelka          | Jason Jung Miomir Kecmanović           | Jordan Thompson Reilly Opelka Ugo Humbert Kwon Soon-woo                |
| 6.      | 10 lutego | Argentina Open Buenos Aires ATP Tour 250 696 280 $ – Ceglana          | Casper Ruud                                         | 6:1, 6:4             | Pedro Sousa                          | Diego Schwartzman Juan Ignacio Londero | Pablo Cuevas Thiago Monteiro Dušan Lajović Guido Pella                 |
| 6.      | 10 lutego | Argentina Open Buenos Aires ATP Tour 250 696 280 $ – Ceglana          | Marcel Granollers Horacio Zeballos                  | 6:4, 5:7, 18–16      | Guillermo Durán Juan Ignacio Londero | Diego Schwartzman Juan Ignacio Londero | Pablo Cuevas Thiago Monteiro Dušan Lajović Guido Pella                 |
| 7.      | 17 lutego | Rio Open Rio de Janeiro ATP Tour 500 1 915 485 $ – Ceglana            | Cristian Garín                                      | 7:6(3), 7:5          | Gianluca Mager                       | Attila Balázs Borna Ćorić              | Dominic Thiem Pedro Martínez Federico Coria Lorenzo Sonego             |
| 7.      | 17 lutego | Rio Open Rio de Janeiro ATP Tour 500 1 915 485 $ – Ceglana            | Marcel Granollers Horacio Zeballos                  | 6:4, 5:7, 10–7       | Salvatore Caruso Federico Gaio       | Attila Balázs Borna Ćorić              | Dominic Thiem Pedro Martínez Federico Coria Lorenzo Sonego             |
| 7.      | 17 lutego | Open 13 Marsylia ATP Tour 250 769 670 € – Twarda (hala)               | Stefanos Tsitsipas                                  | 6:3, 6:4             | Félix Auger-Aliassime                | Aleksandr Bublik Gilles Simon          | Jahor Hierasimau Daniił Miedwiediew Vasek Pospisil Denis Shapovalov    |
| 7.      | 17 lutego | Open 13 Marsylia ATP Tour 250 769 670 € – Twarda (hala)               | Nicolas Mahut Vasek Pospisil                        | 6:3, 6:4             | Wesley Koolhof Nikola Mektić         | Aleksandr Bublik Gilles Simon          | Jahor Hierasimau Daniił Miedwiediew Vasek Pospisil Denis Shapovalov    |
| 7.      | 17 lutego | Delray Beach Open Delray Beach ATP Tour 250 673 655 $ – Twarda        | Reilly Opelka                                       | 7:5, 6:7(6), 6:2     | Yoshihito Nishioka                   | Ugo Humbert Milos Raonic               | Frances Tiafoe Brandon Nakashima Kwon Soon-woo Steve Johnson           |
| 7.      | 17 lutego | Delray Beach Open Delray Beach ATP Tour 250 673 655 $ – Twarda        | Bob Bryan Mike Bryan                                | 3:6, 7:5, 10–5       | Luke Bambridge Ben McLachlan         | Ugo Humbert Milos Raonic               | Frances Tiafoe Brandon Nakashima Kwon Soon-woo Steve Johnson           |
| 8.      | 24 lutego | Dubai Tennis Championships Dubaj ATP Tour 500 2 950 420 $ – Twarda    | Novak Đoković                                       | 6:3, 6:4             | Stefanos Tsitsipas                   | Gaël Monfils Daniel Evans              | Karen Chaczanow Richard Gasquet Andriej Rublow Jan-Lennard Struff      |
| 8.      | 24 lutego | Dubai Tennis Championships Dubaj ATP Tour 500 2 950 420 $ – Twarda    | John Peers Michael Venus                            | 6:3, 6:2             | Raven Klaasen Oliver Marach          | Gaël Monfils Daniel Evans              | Karen Chaczanow Richard Gasquet Andriej Rublow Jan-Lennard Struff      |
| 8.      | 24 lutego | Abierto Mexicano Telcel Acapulco ATP Tour 500 2 000 845 $ – Twarda    | Rafael Nadal                                        | 6:3, 6:2             | Taylor Fritz                         | Grigor Dimitrow John Isner             | Kwon Soon-woo Stan Wawrinka Kyle Edmund Tommy Paul                     |
| 8.      | 24 lutego | Abierto Mexicano Telcel Acapulco ATP Tour 500 2 000 845 $ – Twarda    | Łukasz Kubot Marcelo Melo                           | 7:6(6), 6:7(4), 11–9 | Juan Sebastián Cabal Robert Farah    | Grigor Dimitrow John Isner             | Kwon Soon-woo Stan Wawrinka Kyle Edmund Tommy Paul                     |
| 8.      | 24 lutego | Chile Open Santiago ATP Tour 250 674 730 $ – Ceglana                  | Thiago Seyboth Wild                                 | 7:5, 4:6, 6:3        | Casper Ruud                          | Renzo Olivo Albert Ramos-Viñolas       | Cristian Garín Hugo Dellien Thiago Monteiro Federico Delbonis          |
| 8.      | 24 lutego | Chile Open Santiago ATP Tour 250 674 730 $ – Ceglana                  | Roberto Carballés Baena Alejandro Davidovich Fokina | 7:6(3), 6:1          | Marcelo Arévalo Jonny O’Mara         | Renzo Olivo Albert Ramos-Viñolas       | Cristian Garín Hugo Dellien Thiago Monteiro Federico Delbonis          |

### Marzec
| Tydzień | Data    | Turniej | Zwycięzcy | Wynik | Finaliści | Półfinaliści | Ćwierćfinaliści |
| ------- | ------- | --- | --- | --- | --- | ------------ | --------------- |
| 9.      | 6 marca | Runda kwalifikacyjna Pucharu Davisa Zagrzeb – Twarda (hala) Debreczyn – Twarda (hala) Bogota – Ceglana (hala) Honolulu – Twarda (hala) Adelaide – Twarda Cagliari – Ceglana Düsseldorf – Twarda (hala) Nur-Sułtan – Twarda (hala) Bratysława – Ceglana (hala) Premstätten – Twarda (hala) Miki – Twarda (hala) Sztokholm – Twarda (hala) | · Chorwacja – Indie 3–1 · Węgry – Belgia 3–2 · Kolumbia – Argentyna 3–1 · Stany Zjednoczone – Uzbekistan 4–0 · Australia – Brazylia 3–1 · Włochy – Korea Południowa 4–0 · Niemcy – Białoruś 4–1 · Kazachstan – Holandia 3–1 · Słowacja – Czechy 1–3 · Austria – Urugwaj 3–1 · Japonia – Ekwador 0–3 · Szwecja – Chile 3–1 | · Chorwacja – Indie 3–1 · Węgry – Belgia 3–2 · Kolumbia – Argentyna 3–1 · Stany Zjednoczone – Uzbekistan 4–0 · Australia – Brazylia 3–1 · Włochy – Korea Południowa 4–0 · Niemcy – Białoruś 4–1 · Kazachstan – Holandia 3–1 · Słowacja – Czechy 1–3 · Austria – Urugwaj 3–1 · Japonia – Ekwador 0–3 · Szwecja – Chile 3–1 | · Chorwacja – Indie 3–1 · Węgry – Belgia 3–2 · Kolumbia – Argentyna 3–1 · Stany Zjednoczone – Uzbekistan 4–0 · Australia – Brazylia 3–1 · Włochy – Korea Południowa 4–0 · Niemcy – Białoruś 4–1 · Kazachstan – Holandia 3–1 · Słowacja – Czechy 1–3 · Austria – Urugwaj 3–1 · Japonia – Ekwador 0–3 · Szwecja – Chile 3–1 |              |                 |

### Marzec–sierpień
Turnieje nie były rozgrywane z powodu pandemii COVID-19.

### Sierpień
| Tydzień | Data        | Turniej                                                                 | Zwycięzcy                          | Wynik                      | Finaliści                    | Półfinaliści                             | Ćwierćfinaliści                                                      |
| ------- | ----------- | ----------------------------------------------------------------------- | ---------------------------------- | -------------------------- | ---------------------------- | ---------------------------------------- | -------------------------------------------------------------------- |
| 34.     | 22 sierpnia | Cincinnati Masters Nowy Jork ATP Tour Masters 1000 4 674 780 $ – Twarda | Novak Đoković                      | 1:6, 6:3, 6:4              | Milos Raonic                 | Roberto Bautista-Agut Stefanos Tsitsipas | Jan-Lennard Struff Daniił Miedwiediew Reilly Opelka Filip Krajinović |
| 34.     | 22 sierpnia | Cincinnati Masters Nowy Jork ATP Tour Masters 1000 4 674 780 $ – Twarda | Pablo Carreño-Busta Alex de Minaur | 6:2, 7:5                   | Jamie Murray Neal Skupski    | Roberto Bautista-Agut Stefanos Tsitsipas | Jan-Lennard Struff Daniił Miedwiediew Reilly Opelka Filip Krajinović |
| 35.–36. | 31 sierpnia | US Open Nowy Jork Wielki Szlem 53 400 000 $ – Twarda                    | Dominic Thiem                      | 2:6, 4:6, 6:4, 6:3, 7:6(6) | Alexander Zverev             | Pablo Carreño-Busta Daniił Miedwiediew   | Denis Shapovalov Borna Ćorić Andriej Rublow Alex de Minaur           |
| 35.–36. | 31 sierpnia | US Open Nowy Jork Wielki Szlem 53 400 000 $ – Twarda                    | Mate Pavić Bruno Soares            | 7:5, 6:3                   | Wesley Koolhof Nikola Mektić | Pablo Carreño-Busta Daniił Miedwiediew   | Denis Shapovalov Borna Ćorić Andriej Rublow Alex de Minaur           |

### Wrzesień
| Tydzień | Data        | Turniej                                                                  | Zwycięzcy                          | Wynik          | Finaliści                          | Półfinaliści                         | Ćwierćfinaliści                                                         |
| ------- | ----------- | ------------------------------------------------------------------------ | ---------------------------------- | -------------- | ---------------------------------- | ------------------------------------ | ----------------------------------------------------------------------- |
| 36.     | 8 września  | Austrian Open Kitzbühel ATP Tour 250 606 350 € – Ceglana                 | Miomir Kecmanović                  | 6:4, 6:4       | Yannick Hanfmann                   | Marc-Andrea Hüsler Laslo Đere        | Feliciano López Federico Delbonis Maximilian Marterer Diego Schwartzman |
| 36.     | 8 września  | Austrian Open Kitzbühel ATP Tour 250 606 350 € – Ceglana                 | Austin Krajicek Franko Škugor      | 7:6(5), 7:5    | Marcel Granollers Horacio Zeballos | Marc-Andrea Hüsler Laslo Đere        | Feliciano López Federico Delbonis Maximilian Marterer Diego Schwartzman |
| 37.     | 14 września | Internazionali d’Italia Rzym ATP Tour Masters 1000 3 854 000 € – Ceglana | Novak Đoković                      | 7:5, 6:3       | Diego Schwartzman                  | Casper Ruud Denis Shapovalov         | Dominik Koepfer Matteo Berrettini Grigor Dimitrow Rafael Nadal          |
| 37.     | 14 września | Internazionali d’Italia Rzym ATP Tour Masters 1000 3 854 000 € – Ceglana | Marcel Granollers Horacio Zeballos | 6:4, 5:7, 10–8 | Jérémy Chardy Fabrice Martin       | Casper Ruud Denis Shapovalov         | Dominik Koepfer Matteo Berrettini Grigor Dimitrow Rafael Nadal          |
| 38.     | 21 września | Hamburg European Open Hamburg ATP Tour 500 1 203 960 € – Ceglana         | Andriej Rublow                     | 6:4, 3:6, 7:5  | Stefanos Tsitsipas                 | Casper Ruud Cristian Garín           | Ugo Humbert Roberto Bautista-Agut Aleksandr Bublik Dušan Lajović        |
| 38.     | 21 września | Hamburg European Open Hamburg ATP Tour 500 1 203 960 € – Ceglana         | John Peers Michael Venus           | 6:3, 6:4       | Ivan Dodig Mate Pavić              | Casper Ruud Cristian Garín           | Ugo Humbert Roberto Bautista-Agut Aleksandr Bublik Dušan Lajović        |
| 39.–40. | 27 września | French Open Paryż Wielki Szlem 18 209 040 € – Ceglana                    | Rafael Nadal                       | 6:0, 6:2, 7:5  | Novak Đoković                      | Stefanos Tsitsipas Diego Schwartzman | Pablo Carreño-Busta Andriej Rublow Dominic Thiem Jannik Sinner          |
| 39.–40. | 27 września | French Open Paryż Wielki Szlem 18 209 040 € – Ceglana                    | Kevin Krawietz Andreas Mies        | 6:3, 7:5       | Mate Pavić Bruno Soares            | Stefanos Tsitsipas Diego Schwartzman | Pablo Carreño-Busta Andriej Rublow Dominic Thiem Jannik Sinner          |

### Październik
| Tydzień | Data            | Turniej                                                                 | Zwycięzcy                            | Wynik       | Finaliści                          | Półfinaliści                                      | Ćwierćfinaliści                                                              |
| ------- | --------------- | ----------------------------------------------------------------------- | ------------------------------------ | ----------- | ---------------------------------- | ------------------------------------------------- | ---------------------------------------------------------------------------- |
| 41.     | 12 października | St. Petersburg Open Petersburg ATP Tour 500 1 399 370 $ – Twarda (hala) | Andriej Rublow                       | 7:6(5), 6:4 | Borna Ćorić                        | Milos Raonic Denis Shapovalov                     | Reilly Opelka Karen Chaczanow Cameron Norrie Stan Wawrinka                   |
| 41.     | 12 października | St. Petersburg Open Petersburg ATP Tour 500 1 399 370 $ – Twarda (hala) | Jürgen Melzer Édouard Roger-Vasselin | 6:2, 7:6(4) | Marcelo Demoliner Matwé Middelkoop | Milos Raonic Denis Shapovalov                     | Reilly Opelka Karen Chaczanow Cameron Norrie Stan Wawrinka                   |
| 41.     | 12 października | Bett1Hulks Indoors Kolonia ATP Tour 250 325 610 € – Twarda (hala)       | Alexander Zverev                     | 6:3, 6:3    | Félix Auger-Aliassime              | Alejandro Davidovich Fokina Roberto Bautista-Agut | Lloyd Harris Dennis Novak Radu Albot Hubert Hurkacz                          |
| 41.     | 12 października | Bett1Hulks Indoors Kolonia ATP Tour 250 325 610 € – Twarda (hala)       | Pierre-Hugues Herbert Nicolas Mahut  | 6:4, 6:4    | Łukasz Kubot Marcelo Melo          | Alejandro Davidovich Fokina Roberto Bautista-Agut | Lloyd Harris Dennis Novak Radu Albot Hubert Hurkacz                          |
| 41.     | 12 października | Forte Village Sardegna Open Sardynia ATP Tour 250 271 345 € – Ceglana   | Laslo Đere                           | 7:6(3), 7:5 | Marco Cecchinato                   | Danilo Petrović Lorenzo Musetti                   | Federico Delbonis Albert Ramos-Viñolas Yannick Hanfmann Jiří Veselý          |
| 41.     | 12 października | Forte Village Sardegna Open Sardynia ATP Tour 250 271 345 € – Ceglana   | Marcus Daniell Philipp Oswald        | 6:3, 6:4    | Juan Sebastián Cabal Robert Farah  | Danilo Petrović Lorenzo Musetti                   | Federico Delbonis Albert Ramos-Viñolas Yannick Hanfmann Jiří Veselý          |
| 42.     | 19 października | Bett1Hulks Championship Kolonia ATP Tour 250 325 610 € – Twarda (hala)  | Alexander Zverev                     | 6:2, 6:1    | Diego Schwartzman                  | Jannik Sinner Félix Auger-Aliassime               | Adrian Mannarino Gilles Simon Yoshihito Nishioka Alejandro Davidovich Fokina |
| 42.     | 19 października | Bett1Hulks Championship Kolonia ATP Tour 250 325 610 € – Twarda (hala)  | Raven Klaasen Ben McLachlan          | 6:2, 6:4    | Kevin Krawietz Andreas Mies        | Jannik Sinner Félix Auger-Aliassime               | Adrian Mannarino Gilles Simon Yoshihito Nishioka Alejandro Davidovich Fokina |
| 42.     | 19 października | European Open Antwerpia ATP Tour 250 472 590 € – Twarda (hala)          | Ugo Humbert                          | 6:1, 7:6(4) | Alex de Minaur                     | Grigor Dimitrow Daniel Evans                      | Marcos Giron Milos Raonic Karen Chaczanow Lloyd Harris                       |
| 42.     | 19 października | European Open Antwerpia ATP Tour 250 472 590 € – Twarda (hala)          | John Peers Michael Venus             | 6:3, 6:4    | Rohan Bopanna Matwé Middelkoop     | Grigor Dimitrow Daniel Evans                      | Marcos Giron Milos Raonic Karen Chaczanow Lloyd Harris                       |
| 43.     | 26 października | Vienna Open Wiedeń ATP Tour 500 1 550 950 € – Twarda (hala)             | Andriej Rublow                       | 6:4, 6:4    | Lorenzo Sonego                     | Daniel Evans Kevin Anderson                       | Novak Đoković Grigor Dimitrow Daniił Miedwiediew Dominic Thiem               |
| 43.     | 26 października | Vienna Open Wiedeń ATP Tour 500 1 550 950 € – Twarda (hala)             | Łukasz Kubot Marcelo Melo            | 7:6(5), 7:5 | Jamie Murray Neal Skupski          | Daniel Evans Kevin Anderson                       | Novak Đoković Grigor Dimitrow Daniił Miedwiediew Dominic Thiem               |
| 43.     | 26 października | Astana Open Nur-Sułtan ATP Tour 250 337 000 $ – Twarda (hala)           | John Millman                         | 7:5, 6:1    | Adrian Mannarino                   | Emil Ruusuvuori Frances Tiafoe                    | Michaił Kukuszkin Mackenzie McDonald Tommy Paul Jahor Hierasimau             |
| 43.     | 26 października | Astana Open Nur-Sułtan ATP Tour 250 337 000 $ – Twarda (hala)           | Sander Gillé Joran Vliegen           | 7:5, 6:3    | Max Purcell Luke Saville           | Emil Ruusuvuori Frances Tiafoe                    | Michaił Kukuszkin Mackenzie McDonald Tommy Paul Jahor Hierasimau             |

### Listopad
| Tydzień | Data         | Turniej                                                               | Zwycięzcy                            | Wynik                | Finaliści                            | Półfinaliści                     | Ćwierćfinaliści                                                      |
| ------- | ------------ | --------------------------------------------------------------------- | ------------------------------------ | -------------------- | ------------------------------------ | -------------------------------- | -------------------------------------------------------------------- |
| 44.     | 2 listopada  | Paris Masters Paryż ATP Tour Masters 1000 4 289 970 € – Twarda (hala) | Daniił Miedwiediew                   | 5:7, 6:4, 6:1        | Alexander Zverev                     | Rafael Nadal Milos Raonic        | Pablo Carreño-Busta Stan Wawrinka Diego Schwartzman Ugo Humbert      |
| 44.     | 2 listopada  | Paris Masters Paryż ATP Tour Masters 1000 4 289 970 € – Twarda (hala) | Félix Auger-Aliassime Hubert Hurkacz | 6:7(3), 7:6(7), 10–2 | Mate Pavić Bruno Soares              | Rafael Nadal Milos Raonic        | Pablo Carreño-Busta Stan Wawrinka Diego Schwartzman Ugo Humbert      |
| 45.     | 8 listopada  | Sofia Open Sofia ATP Tour 250 389 270 € – Twarda (hala)               | Jannik Sinner                        | 6:4, 3:6, 7:6(3)     | Vasek Pospisil                       | Adrian Mannarino Richard Gasquet | Radu Albot Alex de Minaur John Millman Salvatore Caruso              |
| 45.     | 8 listopada  | Sofia Open Sofia ATP Tour 250 389 270 € – Twarda (hala)               | Jamie Murray Neal Skupski            | walkower             | Jürgen Melzer Édouard Roger-Vasselin | Adrian Mannarino Richard Gasquet | Radu Albot Alex de Minaur John Millman Salvatore Caruso              |
| 46.     | 15 listopada | ATP Finals Londyn ATP Finals 5 700 000 $ – Twarda (hala)              | Daniił Miedwiediew                   | 4:6, 7:6(2), 6:4     | Dominic Thiem                        | Rafael Nadal Novak Đoković       | Alexander Zverev Diego Schwartzman Stefanos Tsitsipas Andriej Rublow |
| 46.     | 15 listopada | ATP Finals Londyn ATP Finals 5 700 000 $ – Twarda (hala)              | Wesley Koolhof Nikola Mektić         | 6:2, 3:6, 10–5       | Jürgen Melzer Édouard Roger-Vasselin | Rafael Nadal Novak Đoković       | Alexander Zverev Diego Schwartzman Stefanos Tsitsipas Andriej Rublow |

### Turnieje odwołane lub przeniesione w związku z pandemią
| Tydzień | Data            | Turniej                                                                      | Status                                                 |
| ------- | --------------- | ---------------------------------------------------------------------------- | ------------------------------------------------------ |
| 10.–11. | 12 marca        | Indian Wells Masters Indian Wells ATP Tour Masters 1000 Twarda               | Anulowany                                              |
| 12.–13. | 25 marca        | Miami Open Miami ATP Tour Masters 1000 Twarda                                | Anulowany                                              |
| 14.     | 6 kwietnia      | US Men’s Clay Court Championship Houston ATP Tour 250 Ceglana                | Anulowany                                              |
| 14.     | 6 kwietnia      | Grand Prix Hassan II Marrakesz ATP Tour 250 Ceglana                          | Anulowany                                              |
| 15.     | 12 kwietnia     | Monte Carlo Masters Monte Carlo ATP Tour Masters 1000 Ceglana                | Anulowany                                              |
| 16.     | 20 kwietnia     | Barcelona Open Barcelona ATP Tour 500 Ceglana                                | Anulowany                                              |
| 16.     | 20 kwietnia     | Hungarian Open Budapeszt ATP Tour 250 Ceglana                                | Anulowany                                              |
| 17.     | 27 kwietnia     | Estoril Open Estoril ATP Tour 250 Ceglana                                    | Anulowany                                              |
| 17.     | 27 kwietnia     | BMW Open Monachium ATP Tour 250 Ceglana                                      | Anulowany                                              |
| 18.     | 3 maja          | Madrid Open Madryt ATP Tour Masters 1000 Ceglana                             | Pierwotnie przeniesiony na wrzesień, później anulowany |
| 19.     | 10 maja         | Internazionali d’Italia Rzym ATP Tour Masters 1000 Ceglana                   | Przeniesiony na 14 września                            |
| 20.     | 17 maja         | Geneva Open Genewa ATP Tour 250 Ceglana                                      | Anulowany                                              |
| 20.     | 17 maja         | Lyon Open Lyon ATP Tour 250 Ceglana                                          | Anulowany                                              |
| 21.–22. | 24 maja         | French Open Paryż Wielki Szlem Ceglana                                       | Przeniesiony na 27 września                            |
| 23.     | 8 czerwca       | MercedesCup Stuttgart ATP Tour 250 Trawiasta                                 | Anulowany                                              |
| 23.     | 8 czerwca       | Rosmalen Open Rosmalen ATP Tour 250 Trawiasta                                | Anulowany                                              |
| 24.     | 15 czerwca      | Noventi Open Halle ATP Tour 500 Trawiasta                                    | Anulowany                                              |
| 24.     | 15 czerwca      | Queen’s Club Championships Londyn ATP Tour 500 Trawiasta                     | Anulowany                                              |
| 25.     | 21 czerwca      | Mallorca Championships Majorka ATP Tour 250 Trawiasta                        | Anulowany                                              |
| 25.     | 22 czerwca      | Eastbourne International Eastbourne ATP Tour 250 Trawiasta                   | Anulowany                                              |
| 26.–27. | 29 czerwca      | Wimbledon Londyn Wielki Szlem Trawiasta                                      | Anulowany                                              |
| 28.     | 13 lipca        | Hamburg European Open Hamburg ATP Tour 500 Ceglana                           | Przeniesiony na 21 września                            |
| 28.     | 13 lipca        | Swedish Open Båstad ATP Tour 250 Ceglana                                     | Anulowany                                              |
| 28.     | 13 lipca        | Hall of Fame Tennis Championships Newport ATP Tour 250 Trawiasta             | Anulowany                                              |
| 29.     | 20 lipca        | Abierto Mexicano Los Cabos Los Cabos ATP Tour 250 Twarda                     | Anulowany                                              |
| 29.     | 20 lipca        | Swiss Open Gstaad Gstaad ATP Tour 250 Ceglana                                | Anulowany                                              |
| 29.     | 20 lipca        | Croatia Open Umag Umag ATP Tour 250 Ceglana                                  | Anulowany                                              |
| 30.     | 25 lipca        | Letnie Igrzyska Olimpijskie 2020 Tokio Igrzyska olimpijskie Twarda           | Przeniesiony na lipiec 2021                            |
| 30.     | 27 lipca        | Atlanta Open Atlanta ATP Tour 250 Twarda                                     | Anulowany                                              |
| 30.     | 27 lipca        | Austrian Open Kitzbühel ATP Tour 250 Ceglana                                 | Przeniesiony na 8 września                             |
| 31.     | 3 sierpnia      | Washington Open Waszyngton ATP Tour 500 Twarda                               | Anulowany                                              |
| 32.     | 10 sierpnia     | Rogers Cup Toronto ATP Tour Masters 1000 Twarda                              | Anulowany                                              |
| 33.     | 16 sierpnia     | Cincinnati Masters Cincinnati ATP Tour Masters 1000 Twarda                   | Przeniesiony na 22 sierpnia i rozegrany w Nowym Jorku  |
| 34.     | 23 sierpnia     | Winston-Salem Open Winston-Salem ATP Tour 250 Twarda                         | Anulowany                                              |
| 38.     | 21 września     | St. Petersburg Open Petersburg ATP Tour 250 Twarda (hala)                    | Przeniesiony na 12 października w randze ATP Tour 500  |
| 38.     | 21 września     | Moselle Open Metz ATP Tour 250 Twarda (hala)                                 | Anulowany                                              |
| 38.     | 25 września     | Puchar Lavera Boston – Twarda (hala)                                         | Przeniesiony na wrzesień 2021                          |
| 39.     | 28 września     | Chengdu Open Chengdu ATP Tour 250 Twarda                                     | Anulowany                                              |
| 39.     | 28 września     | Zhuhai Championships Zhuhai ATP Tour 250 Twarda                              | Anulowany                                              |
| 39.     | 28 września     | Sofia Open Sofia ATP Tour 250 Twarda (hala)                                  | Przeniesiony na 8 listopada                            |
| 40.     | 5 października  | China Open Pekin ATP Tour 500 Twarda                                         | Anulowany                                              |
| 40.     | 5 października  | Japan Open Tennis Championships Tokio ATP Tour 500 Twarda                    | Anulowany                                              |
| 41.     | 11 października | Shanghai Masters Szanghaj ATP Tour Masters 1000 Twarda                       | Anulowany                                              |
| 42.     | 19 października | Stockholm Open Sztokholm ATP Tour 250 Twarda (hala)                          | Anulowany                                              |
| 42.     | 19 października | Kremlin Cup Moskwa ATP Tour 250 Twarda (hala)                                | Anulowany                                              |
| 43.     | 26 października | Swiss Indoors Basel Bazylea ATP Tour 500 Twarda (hala)                       | Anulowany                                              |
| 45.     | 10 listopada    | Next Generation ATP Finals Mediolan Next Generation ATP Finals Twarda (hala) | Anulowany                                              |
| 47.     | 23 listopada    | Finał Pucharu Davisa Madryt Twarda (hala)                                    | Przeniesiony na listopad 2021                          |

## Wielki Szlem
| Turniej         | Gra pojedyncza | Gra podwójna                | Gra mieszana                     |
| Australian Open | Novak Đoković  | Rajeev Ram Joe Salisbury    | Nikola Mektić Barbora Krejčíková |
| US Open         | Dominic Thiem  | Mate Pavić Bruno Soares     | nie rozgrywano                   |
| French Open     | Rafael Nadal   | Kevin Krawietz Andreas Mies | nie rozgrywano                   |

## Wygrane turnieje

### Klasyfikacja tenisistów
| Wygrane | Zawodnik                    | Wielki Szlem | Wielki Szlem | Wielki Szlem | ATP Finals | ATP Finals | Masters 1000 | Masters 1000 | Tour 500 | Tour 500 | Tour 250 | Tour 250 | Łącznie | Łącznie | Łącznie |
| Wygrane | Zawodnik                    | S            | D            | M            | S          | D          | S            | D            | S        | D        | S        | D        | S       | D       | M       |
| ------- | --------------------------- | ------------ | ------------ | ------------ | ---------- | ---------- | ------------ | ------------ | -------- | -------- | -------- | -------- | ------- | ------- | ------- |
| 5       | Andriej Rublow              |              |              |              |            |            |              |              | 3        |          | 2        |          | 5       | 0       | 0       |
| 4       | Novak Đoković               | 1            |              |              |            |            | 2            |              | 1        |          |          |          | 4       | 0       | 0       |
| 3       | Marcel Granollers           |              |              |              |            |            |              | 1            |          | 1        |          | 1        | 0       | 3       | 0       |
| 3       | Horacio Zeballos            |              |              |              |            |            |              | 1            |          | 1        |          | 1        | 0       | 3       | 0       |
| 3       | John Peers                  |              |              |              |            |            |              |              |          | 2        |          | 1        | 0       | 3       | 0       |
| 3       | Michael Venus               |              |              |              |            |            |              |              |          | 2        |          | 1        | 0       | 3       | 0       |
| 3       | Nicolas Mahut               |              |              |              |            |            |              |              |          | 1        |          | 2        | 0       | 3       | 0       |
| 2       | Rafael Nadal                | 1            |              |              |            |            |              |              | 1        |          |          |          | 2       | 0       | 0       |
| 2       | Mate Pavić                  |              | 1            |              |            |            |              |              |          |          |          | 1        | 0       | 2       | 0       |
| 2       | Nikola Mektić               |              |              | 1            |            | 1          |              |              |          |          |          |          | 0       | 1       | 1       |
| 2       | Daniił Miedwiediew          |              |              |              | 1          |            | 1            |              |          |          |          |          | 2       | 0       | 0       |
| 2       | Wesley Koolhof              |              |              |              |            | 1          |              |              |          |          |          | 1        | 0       | 2       | 0       |
| 2       | Cristian Garín              |              |              |              |            |            |              |              | 1        |          | 1        |          | 2       | 0       | 0       |
| 2       | Gaël Monfils                |              |              |              |            |            |              |              | 1        |          | 1        |          | 2       | 0       | 0       |
| 2       | Łukasz Kubot                |              |              |              |            |            |              |              |          | 2        |          |          | 0       | 2       | 0       |
| 2       | Marcelo Melo                |              |              |              |            |            |              |              |          | 2        |          |          | 0       | 2       | 0       |
| 2       | Pierre-Hugues Herbert       |              |              |              |            |            |              |              |          | 1        |          | 1        | 0       | 2       | 0       |
| 2       | Ugo Humbert                 |              |              |              |            |            |              |              |          |          | 2        |          | 2       | 0       | 0       |
| 2       | Alexander Zverev            |              |              |              |            |            |              |              |          |          | 2        |          | 2       | 0       | 0       |
| 2       | Ben McLachlan               |              |              |              |            |            |              |              |          |          |          | 2        | 0       | 2       | 0       |
| 1       | Dominic Thiem               | 1            |              |              |            |            |              |              |          |          |          |          | 1       | 0       | 0       |
| 1       | Kevin Krawietz              |              | 1            |              |            |            |              |              |          |          |          |          | 0       | 1       | 0       |
| 1       | Andreas Mies                |              | 1            |              |            |            |              |              |          |          |          |          | 0       | 1       | 0       |
| 1       | Rajeev Ram                  |              | 1            |              |            |            |              |              |          |          |          |          | 0       | 1       | 0       |
| 1       | Joe Salisbury               |              | 1            |              |            |            |              |              |          |          |          |          | 0       | 1       | 0       |
| 1       | Bruno Soares                |              | 1            |              |            |            |              |              |          |          |          |          | 0       | 1       | 0       |
| 1       | Félix Auger-Aliassime       |              |              |              |            |            |              | 1            |          |          |          |          | 0       | 1       | 0       |
| 1       | Pablo Carreño-Busta         |              |              |              |            |            |              | 1            |          |          |          |          | 0       | 1       | 0       |
| 1       | Alex de Minaur              |              |              |              |            |            |              | 1            |          |          |          |          | 0       | 1       | 0       |
| 1       | Hubert Hurkacz              |              |              |              |            |            |              | 1            |          |          |          |          | 0       | 1       | 0       |
| 1       | Jürgen Melzer               |              |              |              |            |            |              |              |          | 1        |          |          | 0       | 1       | 0       |
| 1       | Édouard Roger-Vasselin      |              |              |              |            |            |              |              |          | 1        |          |          | 0       | 1       | 0       |
| 1       | Laslo Đere                  |              |              |              |            |            |              |              |          |          | 1        |          | 1       | 0       | 0       |
| 1       | Kyle Edmund                 |              |              |              |            |            |              |              |          |          | 1        |          | 1       | 0       | 0       |
| 1       | Miomir Kecmanović           |              |              |              |            |            |              |              |          |          | 1        |          | 1       | 0       | 0       |
| 1       | John Millman                |              |              |              |            |            |              |              |          |          | 1        |          | 1       | 0       | 0       |
| 1       | Reilly Opelka               |              |              |              |            |            |              |              |          |          | 1        |          | 1       | 0       | 0       |
| 1       | Casper Ruud                 |              |              |              |            |            |              |              |          |          | 1        |          | 1       | 0       | 0       |
| 1       | Thiago Seyboth Wild         |              |              |              |            |            |              |              |          |          | 1        |          | 1       | 0       | 0       |
| 1       | Jannik Sinner               |              |              |              |            |            |              |              |          |          | 1        |          | 1       | 0       | 0       |
| 1       | Stefanos Tsitsipas          |              |              |              |            |            |              |              |          |          | 1        |          | 1       | 0       | 0       |
| 1       | Jiří Veselý                 |              |              |              |            |            |              |              |          |          | 1        |          | 1       | 0       | 0       |
| 1       | Luke Bambridge              |              |              |              |            |            |              |              |          |          |          | 1        | 0       | 1       | 0       |
| 1       | Rohan Bopanna               |              |              |              |            |            |              |              |          |          |          | 1        | 0       | 1       | 0       |
| 1       | Bob Bryan                   |              |              |              |            |            |              |              |          |          |          | 1        | 0       | 1       | 0       |
| 1       | Mike Bryan                  |              |              |              |            |            |              |              |          |          |          | 1        | 0       | 1       | 0       |
| 1       | Nikola Ćaćić                |              |              |              |            |            |              |              |          |          |          | 1        | 0       | 1       | 0       |
| 1       | Roberto Carballés Baena     |              |              |              |            |            |              |              |          |          |          | 1        | 0       | 1       | 0       |
| 1       | Marcus Daniell              |              |              |              |            |            |              |              |          |          |          | 1        | 0       | 1       | 0       |
| 1       | Alejandro Davidovich Fokina |              |              |              |            |            |              |              |          |          |          | 1        | 0       | 1       | 0       |
| 1       | Marcelo Demoliner           |              |              |              |            |            |              |              |          |          |          | 1        | 0       | 1       | 0       |
| 1       | Sander Gillé                |              |              |              |            |            |              |              |          |          |          | 1        | 0       | 1       | 0       |
| 1       | Máximo González             |              |              |              |            |            |              |              |          |          |          | 1        | 0       | 1       | 0       |
| 1       | André Göransson             |              |              |              |            |            |              |              |          |          |          | 1        | 0       | 1       | 0       |
| 1       | Dominic Inglot              |              |              |              |            |            |              |              |          |          |          | 1        | 0       | 1       | 0       |
| 1       | Raven Klaasen               |              |              |              |            |            |              |              |          |          |          | 1        | 0       | 1       | 0       |
| 1       | Austin Krajicek             |              |              |              |            |            |              |              |          |          |          | 1        | 0       | 1       | 0       |
| 1       | Fabrice Martin              |              |              |              |            |            |              |              |          |          |          | 1        | 0       | 1       | 0       |
| 1       | Matwé Middelkoop            |              |              |              |            |            |              |              |          |          |          | 1        | 0       | 1       | 0       |
| 1       | Jamie Murray                |              |              |              |            |            |              |              |          |          |          | 1        | 0       | 1       | 0       |
| 1       | Philipp Oswald              |              |              |              |            |            |              |              |          |          |          | 1        | 0       | 1       | 0       |
| 1       | Vasek Pospisil              |              |              |              |            |            |              |              |          |          |          | 1        | 0       | 1       | 0       |
| 1       | Aisam-ul-Haq Qureshi        |              |              |              |            |            |              |              |          |          |          | 1        | 0       | 1       | 0       |
| 1       | Christopher Rungkat         |              |              |              |            |            |              |              |          |          |          | 1        | 0       | 1       | 0       |
| 1       | Neal Skupski                |              |              |              |            |            |              |              |          |          |          | 1        | 0       | 1       | 0       |
| 1       | Franko Škugor               |              |              |              |            |            |              |              |          |          |          | 1        | 0       | 1       | 0       |
| 1       | Joran Vliegen               |              |              |              |            |            |              |              |          |          |          | 1        | 0       | 1       | 0       |

### Klasyfikacja państw
| Wygrane | Państwo           | Wielki Szlem | Wielki Szlem | Wielki Szlem | ATP Finals | ATP Finals | Masters 1000 | Masters 1000 | Tour 500 | Tour 500 | Tour 250 | Tour 250 | Łącznie | Łącznie | Łącznie |
| Wygrane | Państwo           | S            | D            | M            | S          | D          | S            | D            | S        | D        | S        | D        | S       | D       | M       |
| ------- | ----------------- | ------------ | ------------ | ------------ | ---------- | ---------- | ------------ | ------------ | -------- | -------- | -------- | -------- | ------- | ------- | ------- |
| 11      | Francja           |              |              |              |            |            |              |              | 1        | 3        | 3        | 4        | 4       | 7       | 0       |
| 8       | Hiszpania         | 1            |              |              |            |            |              | 2            | 1        | 1        |          | 3        | 2       | 6       | 0       |
| 7       | Serbia            | 1            |              |              |            |            | 2            |              | 1        |          | 2        | 1        | 6       | 1       | 0       |
| 7       | Rosja             |              |              |              | 1          |            | 1            |              | 3        |          | 2        |          | 7       | 0       | 0       |
| 6       | Wielka Brytania   |              | 1            |              |            |            |              |              |          |          | 1        | 4        | 1       | 5       | 0       |
| 5       | Chorwacja         |              | 1            | 1            |            | 1          |              |              |          |          |          | 2        | 0       | 4       | 1       |
| 5       | Brazylia          |              | 1            |              |            |            |              |              |          | 2        | 1        | 1        | 1       | 4       | 0       |
| 5       | Stany Zjednoczone |              | 1            |              |            |            |              |              |          |          | 1        | 3        | 1       | 4       | 0       |
| 5       | Australia         |              |              |              |            |            |              | 1            |          | 2        | 1        | 1        | 1       | 4       | 0       |
| 4       | Niemcy            |              | 2            |              |            |            |              |              |          |          | 2        |          | 2       | 2       | 0       |
| 4       | Argentyna         |              |              |              |            |            |              | 1            |          | 1        |          | 2        | 0       | 4       | 0       |
| 4       | Nowa Zelandia     |              |              |              |            |            |              |              |          | 2        |          | 2        | 0       | 4       | 0       |
| 3       | Austria           | 1            |              |              |            |            |              |              |          | 1        |          | 1        | 1       | 2       | 0       |
| 3       | Holandia          |              |              |              |            | 1          |              |              |          |          |          | 2        | 0       | 3       | 0       |
| 3       | Polska            |              |              |              |            |            |              | 1            |          | 2        |          |          | 0       | 3       | 0       |
| 2       | Kanada            |              |              |              |            |            |              | 1            |          |          |          | 1        | 0       | 2       | 0       |
| 2       | Chile             |              |              |              |            |            |              |              | 1        |          | 1        |          | 2       | 0       | 0       |
| 2       | Belgia            |              |              |              |            |            |              |              |          |          |          | 2        | 0       | 2       | 0       |
| 2       | Japonia           |              |              |              |            |            |              |              |          |          |          | 2        | 0       | 2       | 0       |
| 1       | Czechy            |              |              |              |            |            |              |              |          |          | 1        |          | 1       | 0       | 0       |
| 1       | Grecja            |              |              |              |            |            |              |              |          |          | 1        |          | 1       | 0       | 0       |
| 1       | Norwegia          |              |              |              |            |            |              |              |          |          | 1        |          | 1       | 0       | 0       |
| 1       | Włochy            |              |              |              |            |            |              |              |          |          | 1        |          | 1       | 0       | 0       |
| 1       | Indie             |              |              |              |            |            |              |              |          |          |          | 1        | 0       | 1       | 0       |
| 1       | Indonezja         |              |              |              |            |            |              |              |          |          |          | 1        | 0       | 1       | 0       |
| 1       | Pakistan          |              |              |              |            |            |              |              |          |          |          | 1        | 0       | 1       | 0       |
| 1       | Południowa Afryka |              |              |              |            |            |              |              |          |          |          | 1        | 0       | 1       | 0       |
| 1       | Szwecja           |              |              |              |            |            |              |              |          |          |          | 1        | 0       | 1       | 0       |

## Obronione tytuły
Gra pojedyncza
- Novak Đoković – Australian Open
- Gaël Monfils – Rotterdam
- Stefanos Tsitsipas – Marsylia
- Rafael Nadal – French Open

Gra podwójna
- Ben McLachlan – Auckland
- Horacio Zeballos – Buenos Aires
- Bob Bryan – Delray Beach
- Mike Bryan – Delray Beach
- Kevin Krawietz – French Open
- Andreas Mies – French Open